# Euploca rariflora
Euploca rariflora är en strävbladig växtart. Euploca rariflora ingår i släktet Euploca och familjen strävbladiga växter.

## Underarter
Arten delas in i följande underarter:
- E. r. hereroensis
- E. r. rariflora